# ROKS Kang Won (F-72)
ROKS Kang Won (F-72) là tàu khu trục hộ tống lớp Cannon thuộc biên chế của Hải quân Hàn Quốc. Tên tàu có nguồn gốc theo Gangwon, là một đạo (tỉnh) nằm ở phía Đông Bắc của Hàn Quốc. Gangwon-do giáp tỉnh Gyeonggi ở phía Tây, các tỉnh Chungcheongbuk và Gyeongsangbuk ở phía Nam, biển Nhật Bản ở phía Đông (biển Đông). Dãy núi Taebaek (Thái Bạch) chiếm phần lớn địa hình của tỉnh. Thủ phủ của tỉnh là Chuncheon.
Tàu nguyên là USS Sutton (DE-771) được đóng cho Hải quân Hoa Kỳ trong chiến tranh thế giới thứ hai. Muir được đóng bởi công ty đóng tàu Tampa ở Tampa, Florida vào 23 tháng 8 năm 1943, hạ thủy vào 6 tháng 8 năm 1944, được đỡ đầu bởi bà Shelton B. Sutton và tàu nhập biên chế Hải quân Hoa Kỳ vào 22 tháng 12 năm 1944 với trung tá T. W. Nazro là thuyền trưởng đầu tiên. "Sutton" đã được đặt tên để tôn vinh Shelton B.Sutton, Jr. (1919-1942), người đã hy sinh vào ngày 13 tháng 11 năm 1942 khi tàu tuần dương hạng nhẹ USS Juneau (CL-52) bị đánh chìm trong Hải chiến Guadalcanal.

## Phục vụ Hải quân Hàn Quốc
Tàu được đặt trong lực lượng dự trữ và bị ra khỏi danh sách tàu vào tháng 9 năm 1947 và được giao cho Hạm đội Hải quân Dự trữ Đại Tây Dương. Vào năm 1948, tàu hộ tống này được chuyển đến Florida và tham gia đội tàu mẹ tại Green Cove Springs, Florida.
"Sutton" được giao cho Hàn Quốc với hình thức mượn vào ngày 2 tháng 2 năm 1956 theo đạo luật Trợ Giúp Hỗ Tương Quốc phòng và phục vụ chính phủ đổi tên thành ROKS Kang Won (F-72) cho đến khi tàu ấy bị loại bỏ vào ngày 28 tháng 12 năm 1977 và được gửi đến Philippines để tận dụng bộ phận phụ tùng.